# Tetranychus ezoensis
Tetranychus ezoensis är en spindeldjursart som beskrevs av Ehara 1962. Tetranychus ezoensis ingår i släktet Tetranychus och familjen Tetranychidae. Inga underarter finns listade i Catalogue of Life.